# Ma Ma I Love You
Ma Ma I Love You，又常作媽媽 I Love You，是一首1988年的香港粵語歌曲，改編自鈴木喜三郎作曲的日語歌，由潘源良填詞，Maria Cordero（肥媽）主唱。此曲是香港電影《法內情》的主題曲，亦是Maria Cordero的代表作之一。

## 創作與製作
此歌的原曲是日本歌手河島英五1987年的歌曲，由鈴木喜三郎作曲。
此歌是1988年香港電影《法內情》的主題曲，電影主題涉及劉德華及葉德嫻所演的一對母子的感情，而此歌主題則是以母親角度描述母愛。

## 發行
此歌收錄於Maria Cordero 1988年的個人專輯《Maria Cordero》（銀星唱片發行）。

## 評價
Maria Cordero演唱此歌是甚富感情，經常流淚。電台DJ兼歌手盧業瑂認為專輯的錄音室錄製版本屬於「正經」 版，騷靈韻味較為遜色，不及當時電台播放版本的豪邁。
此歌為無綫電視1988年勁歌金曲第二季季選得獎金曲之一。

## 翻唱
電影主角劉德華早於1995年個人翻唱歌集《Memories》已曾翻唱此歌，並曾在個人演唱會《Unforgettable Concert 2010》邀得葉德嫻合唱。